# Кліона (Пенсільванія)
Кліона (англ. Cleona) — місто (англ. borough) в США, в окрузі Лебанон штату Пенсільванія. Населення — 2013 особи (2020).

## Географія
Кліона розташована за координатами 40°20′19″ пн. ш. 76°28′37″ зх. д. / 40.33861° пн. ш. 76.47694° зх. д. (40.338531, -76.477017).  За даними Бюро перепису населення США в 2010 році місто мало площу 2,17 км², уся площа — суходіл.

## Демографія
Згідно з переписом 2010 року, у селищі мешкало 2080 осіб у 862 домогосподарствах у складі 601 родини. Густота населення становила 957 осіб/км².  Було 902 помешкання (415/км²).
Расовий склад населення:
| - 95,4 % — білих - 1,0 % — чорних або афроамериканців - 1,0 % — азіатів - 0,3 % — корінних американців |

До двох чи більше рас належало 1,9 %. Частка іспаномовних становила 3,1 % від усіх жителів.
За віковим діапазоном населення розподілялося таким чином: 22,9 % — особи молодші 18 років, 63,9 % — особи у віці 18—64 років, 13,2 % — особи у віці 65 років та старші. Медіана віку мешканця становила 40,2 року. На 100 осіб жіночої статі у селищі припадало 97,0 чоловіків;  на 100 жінок у віці від 18 років та старших — 95,8 чоловіків також старших 18 років.
Середній дохід на одне домашнє господарство  становив 63 579 доларів США (медіана — 58 017), а середній дохід на одну сім'ю — 73 568 доларів (медіана — 67 434). Медіана доходів становила 49 500 доларів для чоловіків та 33 309 доларів для жінок. За межею бідності перебувало 4,9 % осіб, у тому числі 1,4 % дітей у віці до 18 років та 8,9 % осіб у віці 65 років та старших.
Цивільне працевлаштоване населення становило 1206 осіб. Основні галузі зайнятості: освіта, охорона здоров'я та соціальна допомога — 26,9 %, роздрібна торгівля — 13,0 %, виробництво — 10,4 %, мистецтво, розваги та відпочинок — 10,2 %.